# Neville William Cayley

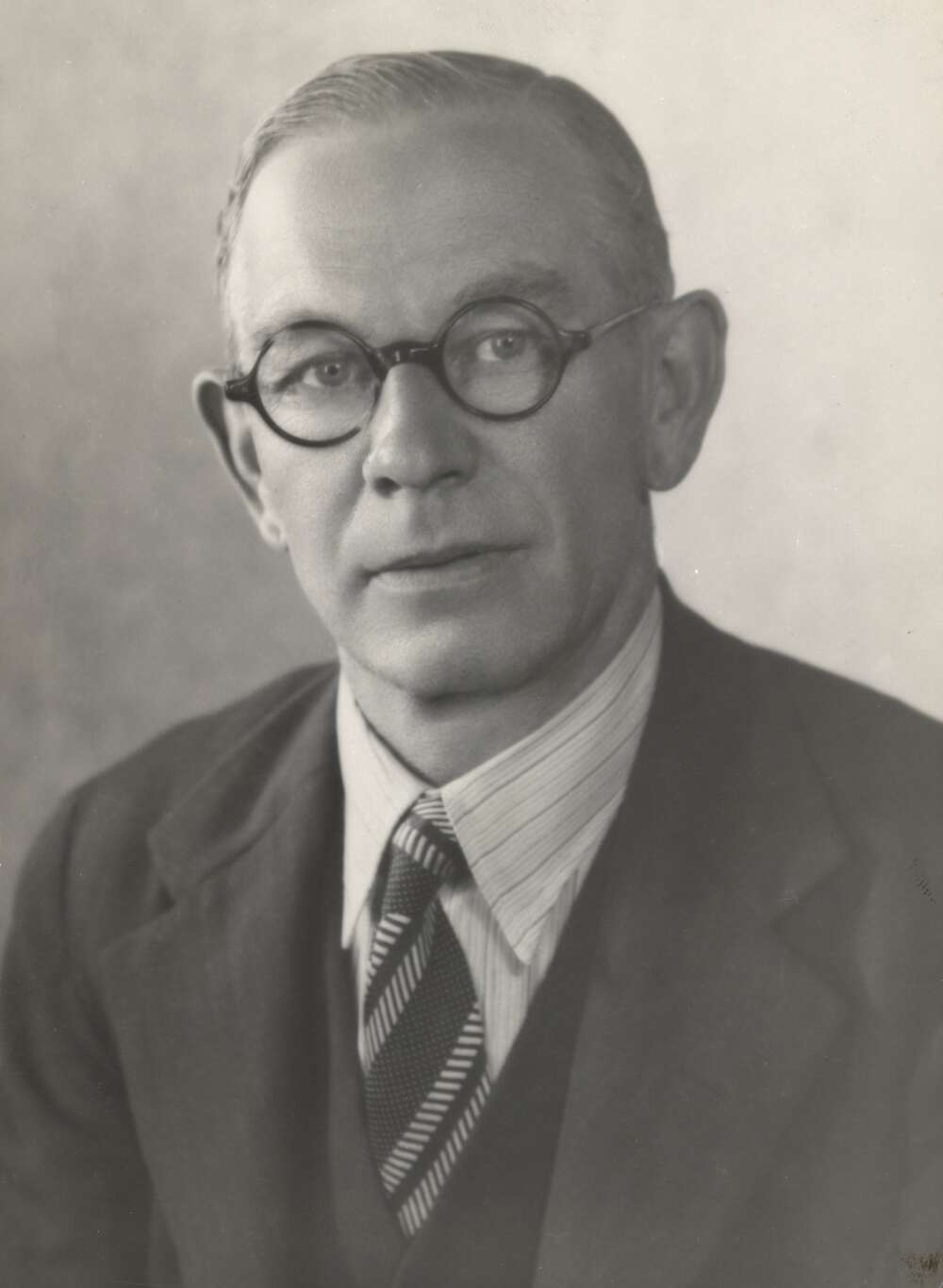
Neville W. Cayley (1936)

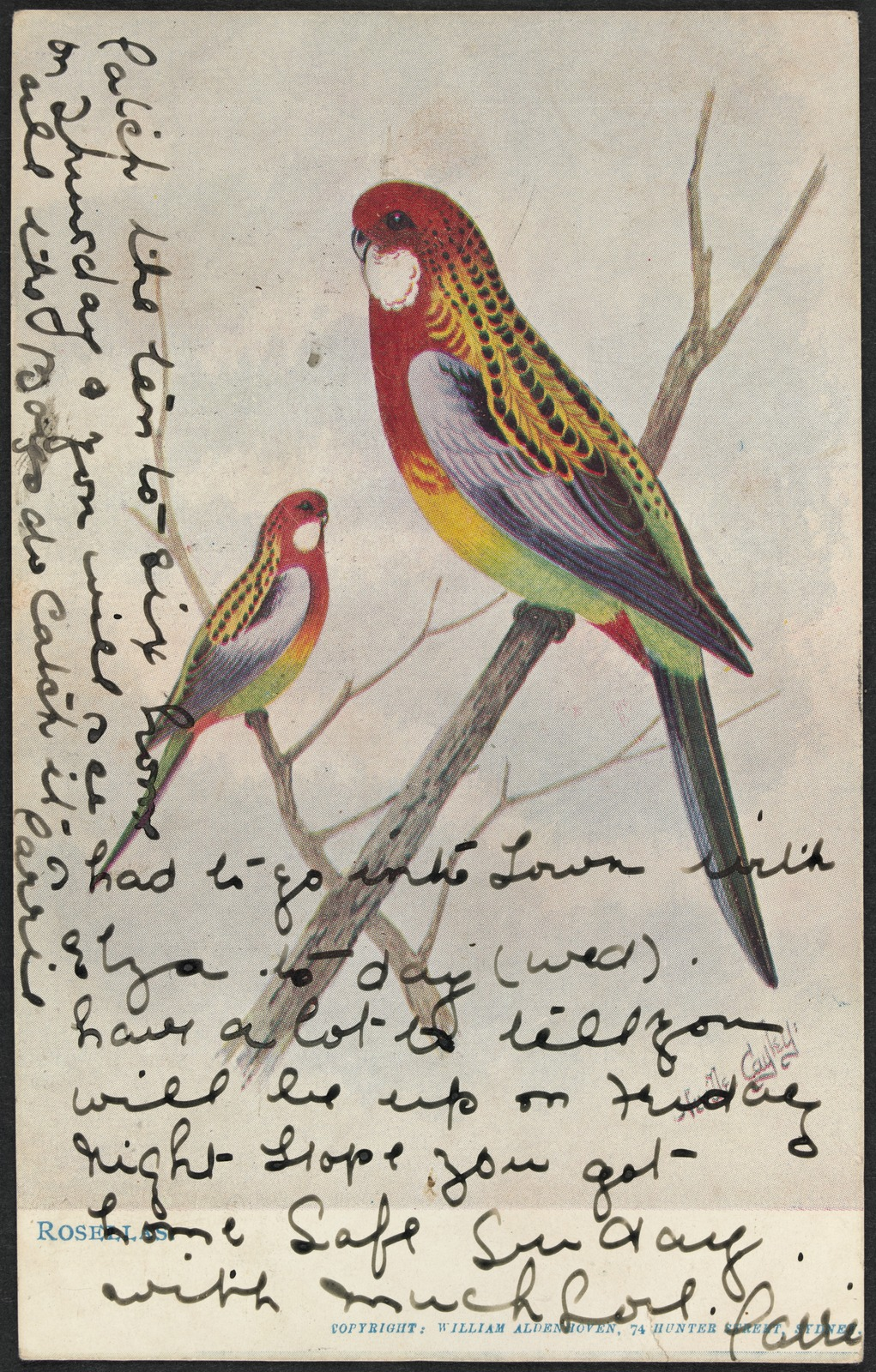
Rosellasittich auf einer Postkarte (1903)

Neville William Cayley (* 7. Januar 1886 in Yamba, New South Wales; † 17. März 1950 in Avalon, Sydney, New South Wales) war ein australischer Autor, Vogelmaler und Ornithologe. Sein bekanntestes Werk ist What Bird Is That?, das zum Bestseller wurde.

## Leben
Cayley war der Sohn des Ornithologen und Vogelmalers Neville Henry Cayley, der für seine zahlreichen Jägerliestzeichnungen bekannt ist. Er zog mit seiner Familie Mitte der 1890er Jahre nach Sydney, wo er Kunst studierte und Gründungsmitglied im Cronulla Surf Life Saving Club war.
Im Jahr 1918 wurde sein erstes Werk, das Büchlein Our Birds, veröffentlicht. Es folgten Our Flowers im Jahr 1920 und The Tale of Bluey Wren im Jahr 1926. Im gleichen Zeitraum (1925–26) begann Cayley mit der Illustration von Vogeleiern für die Australian Encyclopaedia. Mit zunehmendem ornithologischem Fachwissen wurden seine Arbeiten immer ernsthafter und technischer.
1931 veröffentlichte Cayley das Buch What Bird Is That?, in dem er jeden australischen Vogel in Aquarell abbildete, Es umfasst fast 800 Arten auf 36 Tafeln und war der erste umfassende Feldführer über australische Vögel. Dieses Werk wurde ein großer Erfolg und bis in die 1960er Jahre nachgedruckt. Überarbeitete Ausgaben des Ornithologen Terence Lindsey wurden regelmäßig veröffentlicht, zuletzt 2016. Diese Neuauflage enthält etwa hundert neue Arten, insgesamt 430 Tafeln, mit Verbreitungskarten für jede Art und einer Beschreibung der einzelnen Lebensräume. Zudem fügte er prägnante Informationen über die Verbreitung, das Verhalten und die Fortpflanzung der Vögel hinzu. 2018 erschien eine E-Book-Edition, die 769 Vögel und 101 Vogelstimmen auf 832 Farbseiten darstellt.
Nach dem Erfolg von What Bird Is That? veröffentlichte Cayley eine Reihe weiterer Vogelbücher, darunter Finches in Bush and Aviary, Budgerigars in Bush and Aviary, Australian Parrots in Field and Aviary und The Fairy Wrens of Australia, sowie Illustrationen für What Butterfly Is That? (1932) und Furred Animals of Australia (1941). Er bevorzugte Aquarelle und seine Bilder waren von Sonnenlicht und Schatten durchdrungen. Er benutzte oft Vogelpräparate aus dem Australian Museum als Referenz und vermerkte auf der Rückseite seiner Bilder, welches Exemplar er verwendet hatte. Seine Illustrationen und Artikel über Wildvögel und die Zucht einiger in menschlicher Obhut gehaltener Vogelarten wurden regelmäßig in der vierteljährlich erscheinenden Zeitschrift Emu der Royal Australasian Ornithologists’ Union veröffentlicht. Er schrieb auch populärwissenschaftliche Artikel über Vögel für die Wochenzeitung Sydney Mail. Cayley veranstaltete mehrere Kunstausstellungen, und 1932 wurde eines seiner Bilder König Georg V. überreicht.
Ein weiteres Projekt war „das große Vogelbuch“. Von etwa 1918 bis zu seinem Tod im Jahr 1950 malte Cayley Unterarten, Gefiederstadien und Eier (die heute verloren sind) für die gesamte Palette der bekannten australischen Vögel. Das Projekt war zum Zeitpunkt seines Todes noch nicht abgeschlossen, obwohl die Illustrationen schon so gut wie fertig waren. Im Jahr 1984 fügte Terence Lindsey diese Illustrationen in eine überarbeitete und erweiterte Ausgabe von What Bird Is That?.
Cayley war Mitglied der Royal Zoological Society of New South Wales und war von 1932 bis 1933 deren Präsident. Zudem war er von 1936 bis 1937 Präsident der Royal Australasian Ornithologists Union. Von 1937 bis 1948 war er Treuhänder des Royal National Park. Cayley war lange mit der Gould League of Bird Lovers of New South Wales verbunden und wurde 1935 zum Ehrenmitglied auf Lebenszeit ernannt. Der Gould-Verband veröffentlichte eine große Anzahl seiner Gemälde, und seine Vögel wurden auf mehr als zwei Millionen Mitgliedskarten abgebildet. Zum Andenken an seinen Vater stiftete Cayley ein Stipendium für Wirtschaftsornithologie an der Universität Sydney, das vom Gould-Verband verwaltet und aus den Tantiemen von What Bird Is That? finanziert wurde. Das Stipendium, das bis 2010 bestand, wurde schließlich auf Postgraduierte ausgeweitet, die sich mit der Erforschung von Wildtieren oder dem Management von Vögeln an Universitäten in ganz Australien beschäftigen.
Cayley war zweimal verheiratet und hatte zwei Söhne aus seiner ersten Ehe. Er arbeitete noch bis etwa 1947, als er an einer chronischen Nierenerkrankung litt und nach einer Reihe von Schlaganfällen nicht mehr malen konnte. Er starb im März 1950 im Alter von 64 Jahren in seinem Haus im Küstenvorort Avalon bei Sydney.